# 中国航空工業集団
中国航空工業集団有限公司（ちゅうごくこうくうこうぎょうしゅうだん-ゆうげんこうし、簡体字：中国航空工业集团有限公司、英語表記：Aviation Industry Corporation of China, Ltd.）は中華人民共和国の国有航空機製造企業グループ。略称はAVIC。

## 概要
2008年に中国航空工業第一集団（AVIC I）と中国航空工業第二集団（AVIC II）が合併し、設立。
2008年、欧州の航空機メーカーであるエアバスにとって初のEU圏域外初の生産拠点である天津の工場を合弁で設立する。
2011年、子会社の中航通用飛機を通じアメリカ合衆国の航空用エンジンメーカーであるコンチネンタル・モータースと、航空機メーカーであるシーラス・エアクラフトを買収した。

## グループ企業
- 中国商用飛機
- 中航通用飛機
- 瀋陽飛機工業集団
- 西安飛機工業公司
- 成都飛機工業公司
- 昌河飛機工業公司
- ハルビン飛機工業集団
- 南昌飛機製造公司

## 主要な製品

### 軍用機

#### 戦闘機
殲-5、殲-6、殲-7、殲-8、殲-10、殲-11、殲-12、殲-15、殲-16、殲-20、殲-35、FC-1

#### 攻撃機
強-5

#### 戦闘爆撃機
殲轟-7

#### 爆撃機
轟-5、轟-6、轟-20

#### 輸送機
運-5、運-7、運-8、運-9、運-20、運-30

#### 空中早期警戒機
空警-200、空警-500、空警-600、空警-2000

#### 空中給油機
轟油-6、運油-20

#### 水上機
水轟-5

#### 練習機
初教-5、初教-6、初教-7、殲教-1、殲教-5、殲教-6、殲教-7、教練-8、教練-9、教練-10

#### ヘリコプター
直-5、直-6、直-8、直-9、直-10、直-11、直-18、直-19、直-20

#### 無人機
無偵-7、無偵-8、無偵-10、攻擊-1、攻擊-2、攻撃-11

### 民用機

#### 旅客機
運-12、新舟60、新舟600、新舟700、ERJ-145

#### 公用機
エンブラエル・レガシー650

#### 軽飛行機
小鷹700、AG50、AG60、セスナ 208、運-11

#### 水上機
AG600、海鴎300、A2C

#### 飛行船
AS700

#### 地面効果翼機
DXF100、AG930

#### ヘリコプター
HC120、AC310、AC311、AC312、AC313、AC332、AC352

#### 無人機
AR-20、AR-500、AV-500、TP-500

## リンク
- 中国航空工業集団公司 - 人民日報の中国企業名鑑